# Nuclear Decommissioning Authority
Die Nuclear Decommissioning Authority (NDA; deutsch Behörde für die Stilllegung kerntechnischer Anlagen) hat in Großbritannien die Aufsicht über die Stilllegung, Reinigung und Demontage bestimmter Nuklearanlagen. Zuständig für die Regulierung weiterer, über 35 lizenzierter Nuklearanlagen, ist das Office for Nuclear Regulation (ONR). Gemäß einem im Jahr 2004 verabschiedeten Gesetz (Energy Act) wurde die Behörde am 1. April 2005 gegründet. Sie hat die hierfür vorgesehenen Anlagen in ihr Eigentum übernommen, während die notwendigen Arbeiten meist von anderen Organisationen und Unternehmen ausgeführt werden.
Der Sitz der Behörde liegt im Westlakes Science & Technology Park, nahe der nordwestenglischen Hafenstadt Whitehaven.
Die NDA ist Eigentümerin der britischen Bahngesellschaft Direct Rail Services, die unter anderem Transporte von radioaktivem Material abwickelt. Ebenso ist die NDA Alleingesellschafterin des mit Management von, Beratung zu und Transport von Nuklearmaterial befassten Dienstleistungsunternehmens International Nuclear Services (INS). INS wiederum hält eine Mehrheitsbeteiligung an dem auf Schiffstransporte von Nuklearmaterial spezialisierten Unternehmen Pacific Nuclear Transport Limited (PNTL). Die PNTL-Flotte besteht aus den drei Spezialschiffen Pacific Heron, Pacific Egret und Pacific Grebe (Stand 2020), die von Serco gemanagt werden.

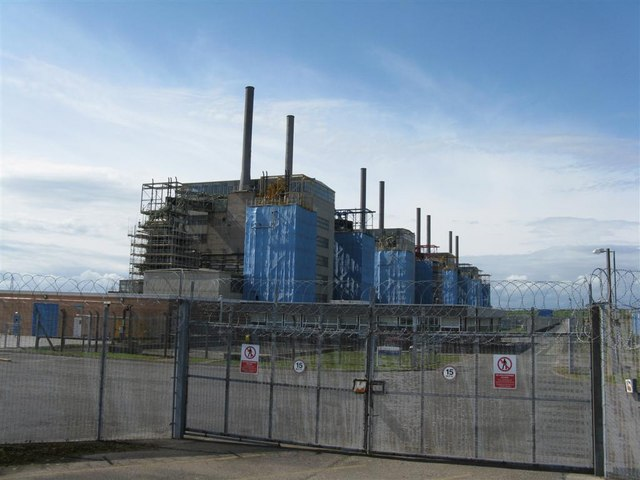
Die Chapel Cross Nuclear Power Station (CXPP) wurde 1955 gebaut und der erste Reaktor wurde 1959 kritisch. Die vier Graphit-moderierten Gas-gekühlten Reaktoren ("Magnox-Reaktoren") lieferten Wärme an acht Turbinen mit je 30 MW. Das Kernkraftwerk war 45 Jahre lang bis 2004 in Betrieb. Alle Brennelemente wurden bis 2009 zur Wiederaufarbeitung entfernt. Die Stilllegung wurde von der Nuclear Decommissioning Authority (NDA) durchgeführt. Auf dem Foto sind die vier Blöcke bereits abgeschaltet. Die Kühltürme sind bereits abgerissen.

Die ehemaligen Anlagen mit Magnox-Reaktoren werden von der Magnox Ltd, einer 100-prozentigen Tochter (Site License Company) der NDA betreut und abgebaut. Magnox Ltd ist dabei für 12 Reaktoren beauftragt. Die Site Stakeholders Groups (SSG) der Magnox Ltd ist für die Öffentlichkeitsarbeit und Kommunikation der Aktivitäten (jede Anlage eine SSG) stellvertretend.

## Anlagen der NDA
Bei den unter Aufsicht der NDA stehenden 17 Anlagen (Stand 2023 des ONR) handelt es sich um:
- die Standorte der British Nuclear Group, einer Tochtergesellschaft der British Nuclear Fuels. Diese umfassen einen Teil der umfangreichen Anlagen in Sellafield, die Uran-Anreicherung in Capenhurst sowie das Endlager Drigg.

- die von der Westinghouse Electric Company, ebenfalls ein Tochterunternehmen der British Nuclear Fuels plc, betriebene Anlage zur Brennelement-Herstellung in Springfields nahe Preston.

- die Forschungsanlagen der UKAEA in Culham, Dounreay, Harwell, Sellafield und Winfrith.

- alle elf britischen Magnox-Reaktoren:
  - Calder Hall bei Whitehaven, Cumbria - Vier Blöcke mit je 50 MW Leistung, Inbetriebnahme 1956, Stilllegung 2003
  - Chapelcross bei Annan, Dumfriesshire - Vier Blöcke mit je 50 MW Leistung, Inbetriebnahme 1959, Stilllegung 2003
  - Berkeley nahe dem gleichnamigen Ort in Gloucestershire - Zwei Blöcke mit je 138 MW Leistung, Inbetriebnahme 1962, Stilllegung 1989
  - Bradwell bei Southminster, Essex - Zwei Blöcke mit je 121 MW Leistung, Inbetriebnahme 1962, Stilllegung 2002
  - Hunterston A bei Fairlie, North Ayrshire - Zwei Blöcke mit je 160 MW Leistung, Inbetriebnahme 1964, Stilllegung 1990
  - Hinkley Point A bei Bridgwater, Somerset - Zwei Blöcke mit je 235 MW Leistung, Inbetriebnahme 1965, Stilllegung 2000
  - Trawsfynydd nahe dem gleichnamigen Ort in Gwynedd - Zwei Blöcke mit je 195 MW Leistung, Inbetriebnahme 1965, Stilllegung 1991
  - Dungeness A nahe dem gleichnamigen Ort in Kent - Zwei Blöcke mit je 219 MW Leistung, Inbetriebnahme 1966, Stilllegung 2006
  - Sizewell A bei Leiston, Suffolk - Zwei Blöcke mit je 210 MW Leistung, Inbetriebnahme 1966, Stilllegung 2006
  - Oldbury bei Thornbury, South Gloucestershire - Zwei Blöcke mit je 217 MW Leistung, Inbetriebnahme 1968; Abschaltung Block A2 im Juni 2011, Block A1 im Februar 2012
  - Wylfa auf der Insel Anglesey - Zwei Blöcke mit je 490 MW Leistung, Inbetriebnahme 1971, Stilllegung des letzten Blocks 2015